# Giorgia Surina
Giorgia Michela Arianna Surina (Milano, 8 marzo 1975) è una conduttrice radiofonica, conduttrice televisiva e attrice italiana.

## Biografia
Nata da padre croato e da madre pugliese, è cresciuta a Corsico; si è diplomata al PACLE (Perito Aziendale Corrispondente in Lingue Estere), conseguendo poi la laurea in scienze della comunicazione all'università IULM.

### Carriera
La sua prima apparizione in televisione è stata sul circuito televisivo Junior TV, dove ha condotto il programma contenitore per ragazzi Casa J, insieme con Vesna Luisi. Nel settembre del 1998 esordisce su MTV nel programma Hitlist Italia. Più avanti parte per l'Inghilterra per condurre Select London, affiancata dal vj Marco Maccarini. Il 2 novembre 1999 torna di nuovo a Milano per condurre il nuovo show di MTV: TRL: Total Request Live, anche in quest'occasione Giorgia viene affiancata da Marco Maccarini.
Dall'inizio della trasmissione intrattiene nello studio, affacciato su piazza San Babila, tanti artisti di calibro nazionale e internazionale come: Blink-182, Ligabue, Ricky Martin, Britney Spears, Vasco Rossi, Mariah Carey e tanti altri. Con l'arrivo del nuovo millennio, oltre a TRL, conduce Disco 2000, programma che ripercorre la storia della musica pop e va in onda in prima serata.
Dopo tre stagioni di TRL, il programma anche durante l'estate non si ferma: nel 2002 infatti Giorgia e Marco partono per Roma per condurre la versione romana di TRL dove anche qui sono pronti per intrattenere altri ospiti: da Avril Lavigne alle t.A.T.u., dai The Calling a Tiziano Ferro e molti altri artisti italiani. Dal 2003 al 2007 è stata la conduttrice di Zelig off. Dopo molte stagioni in diretta da Milano e altrettante trasferte in giro per l'Italia, nell'estate del 2004, alla fine della quinta stagione, Giorgia e Marco passano la conduzione di TRL ai due nuovi vj Carolina Di Domenico e Federico Russo.
Nel 2004 è stata la protagonista del film Una talpa al bioparco con Adriano Giannini, per la regia di Fulvio Ottaviano. Inoltre Giorgia è stata comunque protagonista del canale ogni lunedì sera con il nuovo programma MTV Absolutely 90's che poi verrà trasformato dopo alcuni mesi in MTV Absolutely Star. Ha inoltre condotto il ciclo di speciali in prima serata 'Road to Rome', in attesa degli MTV Europe Music Awards nella capitale italiana.

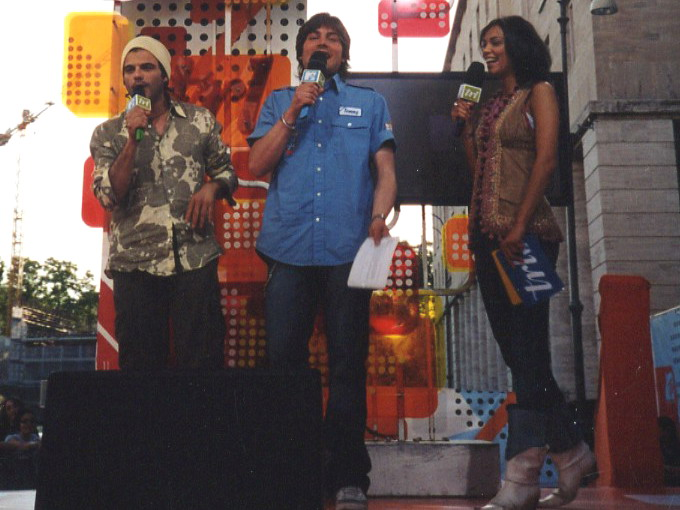
Giorgia Surina (a destra) e Federico Russo (al centro) alla conduzione di TRL nel 2004, assieme all'ospite Francesco Renga (a sinistra)

Nell'autunno 2004 e 2005 ha condotto, il martedì sera in seconda serata su Canale 5, due edizioni di Zelig Off (10 + 13 puntate). Nell'estate 2004 è stata la padrona di casa di 'Zelig Off in tour', spettacolo itinerante in svariate città italiane. Ha inoltre presentato la serata di Capodanno con tutta la banda di Zelig dal Teatro Smeraldo di Milano. Nell'estate 2005 parte con il VJ Alessandro Cattelan in America per condurre Viva Las Vegas, a settembre sarà pronta per tornare di nuovo alla conduzione del suo fortunato programma TRL, prima a Torino e poi, da ottobre a marzo, a Milano.
A giugno posa senza veli per Max, ottenendo la copertina della rivista. Dal 13 marzo 2006 è tornata a condurre, per 10 puntate in prima serata, MTV Absolutely 80's su MTV Italia. Da aprile 2006 è stata in tour in Italia con Alessandro Cattelan sul palco di TRL, dal lunedì al sabato. Con l'ultima puntata di TRL, lascia definitivamente MTV.
A settembre passa a Radio 101 dal lunedì al venerdì dalle 19:00 alle 21:00 con il programma Bazar, al fianco di Giancarlo Cattaneo. A gennaio 2007 lascia la radio per tornare in televisione come coprotagonista insieme con Emilio Solfrizzi della terza stagione della sit-com Love Bugs su Italia 1, anche se dopo appena una settimana di programmazione la sit-com viene posticipata a maggio 2007. A marzo 2007 fa parte della giuria della 57ª edizione del Festival di Sanremo. Nel maggio dello stesso anno torna in televisione insieme con Emilio Solfrizzi, nella terza stagione di Love Bugs e contemporaneamente ritorna in radio su Radio 101, dove conduce vari programmi fino al mese di agosto: Superclassifiche, La Superclassifica di Sorrisi e Canzoni e Club '90.
Torna su Canale 5 a gennaio 2008 nel ruolo del maresciallo Michela Riva nella serie tv R.I.S. 4 - Delitti imperfetti, e su Sky Sport a maggio per uno speciale dedicato a Fabio Cannavaro. Nel 2009 è testimonial della pubblicità della linea di shampoo Pantene. Il 29 maggio 2009 conduce, dalla stazione Termini di Roma, Stars for charity - Poker per l'Abruzzo, evento benefico che vede Francesco Totti, Pupo, Lillo, Giorgio Rocca, Pamela Camassa, Thomas De Gasperi degli Zero Assoluto, Luca Pagano e Dario Minieri sfidarsi in una partita di poker in favore dei terremotati d'Abruzzo colpiti dal sisma nell'aprile dello stesso anno.
Nel 2010 è entrata nella squadra di speaker di RTL 102.5 dove ha condotto il programma del mattino No problem - W l'Italia con Gigio D'Ambrosio, poi durante il fine settimana dalle 19:00 alle 21:00 con Carlo Elli in Shaker. Nel 2011 entra a far parte del cast della settima stagione di Un medico in famiglia interpretando il personaggio della dottoressa Virginia Battaglia, collega e vecchia fiamma di Lele (Giulio Scarpati) quando viveva a Parigi. Ottenuto un posto nella clinica dove Lele lavora, Virginia crea non pochi problemi tra Lele e Bianca (Francesca Cavallin), essendo ancora innamorata di lui.
Nel 2012 è protagonista, con il ruolo di Isabelle Leoni, del film TV Souvenirs della serie 6 passi nel giallo in onda nel mese di marzo su Canale 5 e nell'autunno successivo è co-protagonista della fiction di Rai 1 Il commissario Nardone accanto a Sergio Assisi e Anna Safroncik.
Nel 2014 entra nel cast della nona stagione della fiction di successo di Rai 1 Don Matteo in cui affianca Terence Hill e Nino Frassica con il ruolo di Bianca Venezia. Nello stesso anno partecipa come concorrente alla decima edizione di Ballando con le stelle, talent show in onda su Rai 1, in coppia con il ballerino cubano Maykel Fonts.
Nel 2016 invece è nel cast della fiction di Rai 1 Non dirlo al mio capo, interpretata accanto a Vanessa Incontrada e Lino Guanciale, con il ruolo di Marta Castelli.
Nell'estate 2017 diventa conduttrice di Festival Show, succedendo a nomi popolari che negli anni sono stati alla conduzione della kermesse musicale: Lola Ponce, Serena Autieri, Giorgia Palmas, Adriana Volpe e Lorena Bianchetti. Otto appuntamenti live con i protagonisti delle classifiche ospiti del tour che ha esordito il 2 luglio a Padova in Prato della Valle e si è concluso il 4 settembre in Arena a Verona.

## Vita privata
Ha avuto una lunga relazione con Antonio Campo Dall'Orto, storico manager di MTV Italia e in seguito amministratore delegato della RAI.
Nel settembre 2012 si è sposata con rito civile a Milano e poi a Mykonos con l'attore e collega Nicolas Vaporidis. Nel febbraio 2014 la coppia ha annunciato il divorzio.
Nel 2016 è stata operata con successo per un tumore benigno al seno.

## Filmografia

### Cinema
- Come se fosse amore, regia di Roberto Burchielli (2002)
- Una talpa al bioparco, regia di Fulvio Ottaviano (2004)
- Somewhere, regia di Sofia Coppola (2010)
- Lezioni di cioccolato 2, regia di Alessio Maria Federici (2011)
- Come trovare nel modo giusto l'uomo sbagliato, regia di Salvatore Allocca, Daniela Cursi Masella (2011)
- Sono un pirata, sono un signore, regia di Eduardo Tartaglia (2013)
- Néo Kosmo, regia di Adelmo Togliani – cortometraggio (2020)

### Televisione
- Love Bugs³ – sitcom (2007)
- R.I.S. - Delitti imperfetti – serie TV, episodi 4x08-09-10 (2008)
- Un medico in famiglia – serie TV, episodi 7x05-7x13-7x16(2011)
- 6 passi nel giallo - Souvenirs  – film TV (2012)
- Il commissario Nardone – serie TV (2012)
- I misteri di Villa Sabrini, regia di Marco Serafini – film TV (2012)
- Don Matteo – serie TV, 14 episodi (2014, 2020)
- Non dirlo al mio capo – serie TV (2016)

### Videoclip
- Guardarti dentro di Alexia (2008)
- Sangue e cuore di Rino De Maria (2008)

### Webserie
- L'ospite perfetto - Room4U, regia di Cosimo Alemà e Daniele Persica (2008)[10]

## Televisione
- Casa J (Junior TV, 1997)
- Hitlist Italia (MTV, 1998)
- MTV Select (MTV, 1998-1999)
- TRL (MTV, 1999-2006)
- Disco 2000 (MTV, 2000-2001)
- Zelig Off (Canale 5, 2004-2005)
- MTV Absolutely 80's/90's/Star (MTV, 2004-2006)
- Viva Las Vegas (MTV, 2005)
- Ballando con le stelle (Rai 1, 2014) concorrente
- Movie Extra (Rai Movie, 2015)
- Wind Music Awards Estate (Rai 1, 2017)
- Festival Show (Real Time, 2017)
- Power Hits Estate (RTL 102.5 TV, 2017-2019)

## Radio
- Bazar (R101, 2006)
- Superclassifiche (R101, 2007)
- La Superclassifica di Sorrisi e Canzoni (R101, 2007)
- Club '90 (R101, 2007)
- No problem - W l'Italia (RTL 102.5, 2010)
- Shaker (RTL 102.5, dal 2010)

## Altre attività
- Conduttrice di Zelig Off in Tour (2004)
- Membro della giuria di qualità del Festival di Sanremo (2007, 2014, 2017)
- Testimonial di Pantene (2009)
- Madrina e conduttrice del Festivalshow (2017)

## Opere
- Giorgia Surina, In due sarà più facile restare svegli, Giunti, 2022, ISBN 9788809964129.